# Echtbreuk

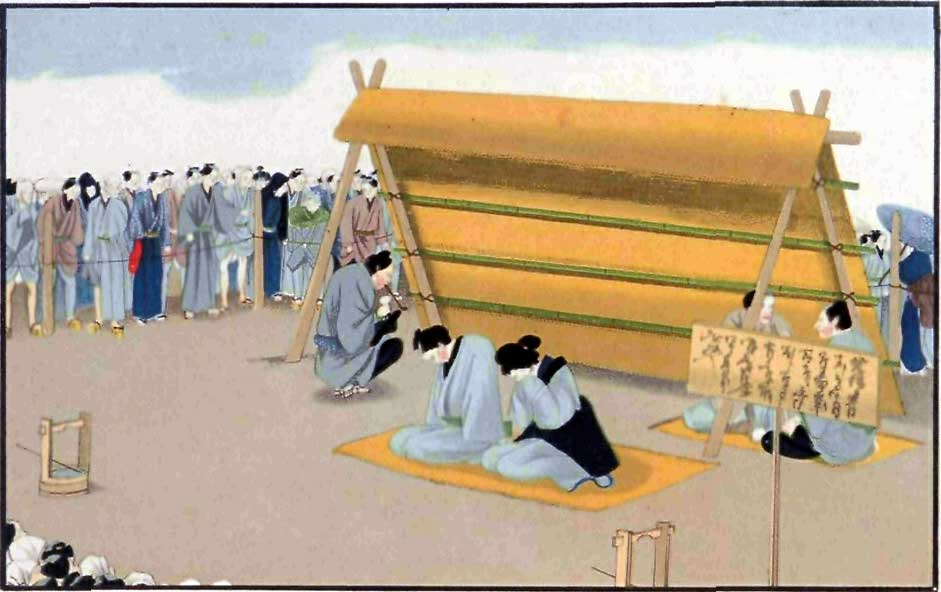
Een man en vrouw in Japan worden publiekelijk gestraft voor overspel, c. 1860

Bij een huwelijk is echtbreuk of overspel de schending van de huwelijkstrouw. Het is een begrip dat gebruikt wordt in het personen- en familierecht, de jurisprudentie en in de huwelijksmoraal.
Volgens de juridische betekenis van het huwelijk heeft iedere echtgenoot in de meeste landen bepaalde verplichtingen, bijvoorbeeld inzake samenwonen, huwelijkstrouw, bijstand en hulp, zolang het huwelijk duurt. 

## Nederlandse burgerlijke wetgeving
Artikel 81 van Boek 1 van het Nederlandse Burgerlijk Wetboek bepaalt "Echtgenoten zijn elkander getrouwheid, hulp en bijstand verschuldigd. Zij zijn verplicht elkander het nodige te verschaffen"), maar definieert getrouwheid niet (zie ook rechten en plichten bij het burgerlijk huwelijk in Nederland). Echtbreuk is sinds 1971 in Nederland niet meer strafbaar.
Het valt overigens op te merken dat de wetgever in Nederland het artikel 83 dat onder andere bepaalde dat de "Echtgenoten jegens elkander verplicht zijn tot samenwoning, tenzij gewichtige redenen zich daartegen verzetten." in 2001 heeft geschrapt.

## Overspel volgens het Belgisch burgerlijk recht
Tot 1987 was overspel strafbaar. Vanaf dat jaar beschouwt de burgerlijke overheid van België overspel niet langer als een misdrijf. Tezelfdertijd blijft trouw tussen echtgenoten nog steeds een Belgische wettelijke verplichting. Artikel 213 van het Belgisch Burgerlijk Wetboek luidt: "Echtgenoten zijn jegens elkaar tot samenwoning verplicht; zij zijn elkaar getrouwheid, hulp en bijstand verschuldigd.". Aangezien overspel sinds 1987 niet meer strafbaar is, is wel de vraag hoe de overtreding van de wettelijke plicht tot trouw gesanctioneerd kan worden.
Tot 1 september 2007 was overspel een grond tot echtscheiding. Tot die datum bepaalde art. 229 van het Burgerlijk Wetboek: "Ieder der echtgenoten kan echtscheiding vorderen op grond van overspel door de andere echtgenoot gepleegd.". Art. 229 § 1 van het Burgerlijk Wetboek werd door de nieuwe echtscheidingswet van 27 april 2007 als volgt vervangen: "De echtscheiding wordt uitgesproken wanneer de rechter vaststelt dat het huwelijk onherstelbaar ontwricht is. Het huwelijk is onherstelbaar ontwricht wanneer de voortzetting van het samenleven tussen de echtgenoten en de hervatting ervan redelijkerwijs onmogelijk is geworden ingevolge die ontwrichting.".
Het bewijs van overspel kan worden geleverd door vaststelling van een gerechtsdeurwaarder. De echtgenoot of zijn advocaat moet daarvoor een verzoekschrift richten tot de voorzitter van de rechtbank van eerste aanleg. De voorzitter van de rechtbank kan een gerechtsdeurwaarder aanstellen om hem toe te laten, vergezeld van een officier of een agent van gerechtelijke politie, een bepaalde plaats of bepaalde plaatsen binnen te gaan om na te gaan of er sprake is van overspel. Dat mag niet gebeuren tussen 21 uur en 5 uur. Alle regels over het vaststellen van overspel door een gerechtsdeurwaarder staan beschreven in art. 1016bis van het Gerechtelijk Wetboek.

## Huwelijksmoraal in het christendom
De wetgeving van het Oude Testament is duidelijk op het punt van overspel: niet alleen de daad is zonde (Exodus 20:14 Gij zult geen echtbreuk plegen), maar ook voor de begeerte wordt gewaarschuwd (Exodus 20:17 Gij zult uw zinnen niet zetten op de vrouw van uw naaste). Ook in het Nieuwe Testament neemt Christus dezelfde houding aan (Marcus 10: 11-12 Wie zijn vrouw wegzendt en een ander huwt, maakt zich tegenover haar schuldig aan echtbreuk. En wanneer zij haar man wegzendt en een andere huwt, begaat zij echtbreuk).

## Wetenswaardigheid
De Heilige Gummarus van Lier wordt ingeroepen bij beenbreuken maar ook voor echtbreuken.